# Шеперд, Кейси
Кейси Джуан Шеперд (англ. Kasey Shepherd; род. 5 июня 1994, Хьюстон, Техас) — американский профессиональный баскетболист, играющий на позиции разыгрывающего защитника.

## Карьера
В сезоне 2011/2012 Шеперед проходил обучение в школе Диканье в родном Хьюстоне и параллельно выступал за местную команду «Уайлдкэтс». После выпуска он поступил в Университет Луизианы. В первом дивизионе NCAA это учебное заведение представляет команда «Каджунс Рейджин», где Кейси и провёл 4 года. За это время «Рейнджерс» стали чемпионами конференции «Сан Белт» (в 2014 году) и дважды выходили в полуфинал конференции в 2015 и 2016 годах.
Профессиональная карьера Шеперда началась в черногорском клубе «Улцинь». Статистика Кейси в 16 матчах чемпионата Черногории составила 24,4 очка, 5,3 подбора, 7 передач и 3,4 перехвата.
Сезон 2018/2019 Шеперд начинал в «Капошвари», где провёл 5 матчей и отметился статистикой в 11,8 очка, 4,2 подбора и 1,8 передачи.
В январе 2019 года Шеперд перешёл в «Батуми». В составе грузинского клуба Кейси набирал 19,4 очка, 5,7 подбора, 5,8 передачи и 2,9 перехвата в среднем за игру.
В августе 2019 года Шеперд стал игроком «Киев-Баскета». В Кубке Европы ФИБА статистика Кейси составила 12,3 очка, 2,7 подбора, 4,2 передачи и 1,4 перехвата. В украинской Суперлиге, после остановки чемпионата из-за пандемии коронавируса, «Киев-Баскету» было присуждено 2 место. В этом турнире Шеперд набирал 13,6 очка, 3,2 подбора, 3,5 передачи и 1,7 перехвата в среднем за игру.

В январе 2020 года, президент Федерации баскетбола Украины Михаил Бродский заявил, что Шеперд рассматривается одним из кандидатов на получение украинского гражданства и выступление за сборную Украины. Однако, главный тренер «Киев-Баскета» и сборной Украины Айнарс Багатскис отказался от натурализации Шеперда:
Многое начинается с разыгрывающего: Кейси Шеперд - быстрый игрок, быстро переходил центр, но из-за его медленной оценки ситуации мы, например, проиграли несколько игр, в том числе дома «Вентспилсу». Он выбирал неправильное решение, и мы сразу же пропускали.

Да, в определенный момент мы рассматривали Шеперда как игрока сборной, но это не было самоцелью. Если был бы другой качественный разыгрывающий, который может ускорить и улучшить игру, может мы бы и его рассматривали.»
В июне 2020 года Шеперд подписал контракт с «Нижним Новгородом».
23 сентября 2020 года, в игре против «Химок» (96:85), Шеперд обновил рекорд Единой лиги ВТБ по количеству очков за четверть, набрав 26 очков.
В Лиге чемпионов ФИБА Шеперд был признан «Самым ценным игроком» плей-офф, а также включён в первую символическую пятёрку турнира и в символическую пятёрку раунда ТОП-16. В 6 матча Кейси набирал в среднем 20,5 очка, 5,0 подбора, 5,0 передачи и 22,2 балла за эффективность действий.
В июле 2021 года Шеперд перешёл в «Тофаш».
В декабре 2022 года Шеперд перешёл в «Университатю» (Клуж-Напока).

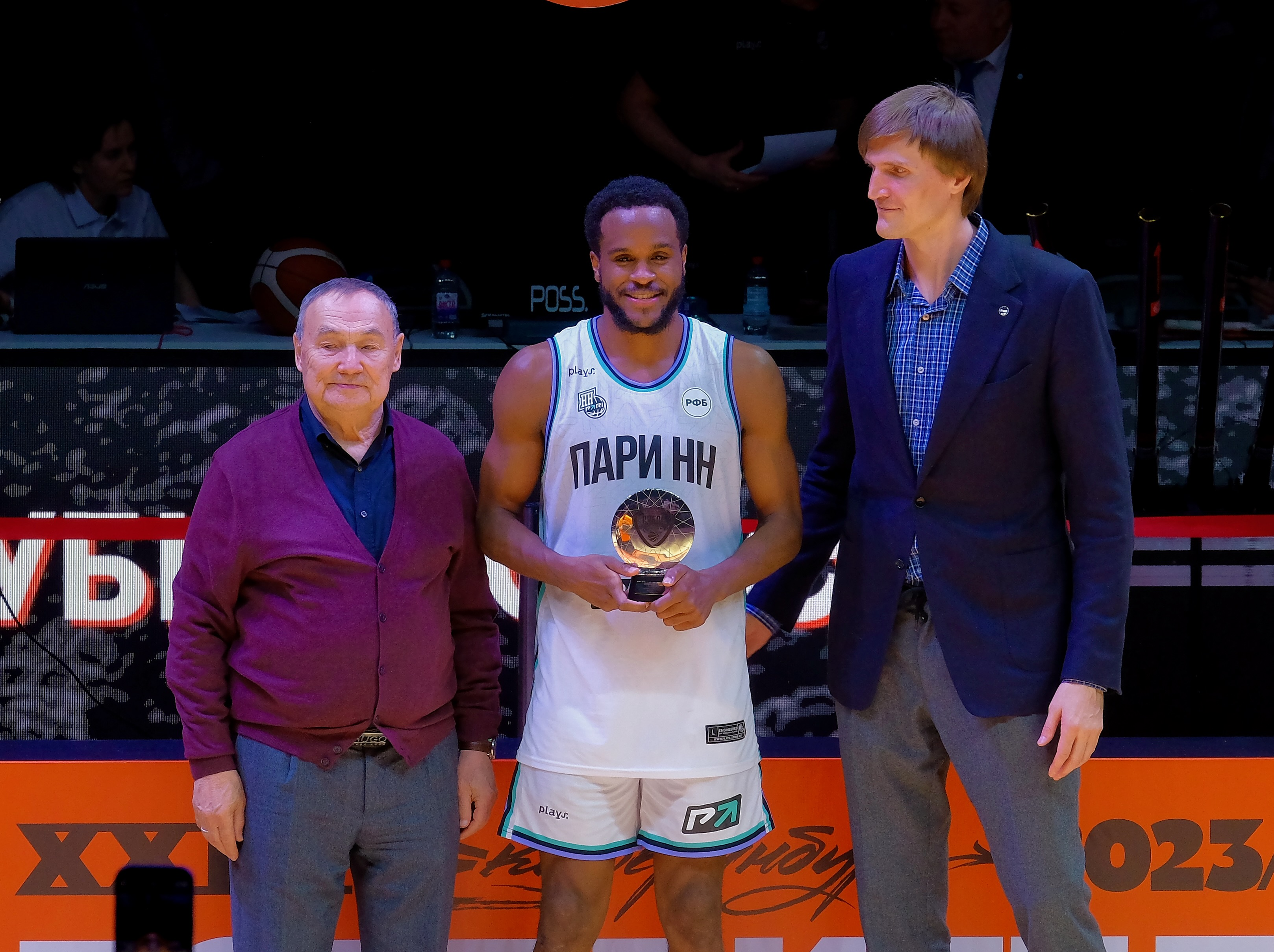
Шеперд получает награду участника символической пятёрки «Финала четырёх» Кубка России 2023/2024

В декабре 2023 года Шеперд вернулся в «Нижний Новгород». В составе команды Кейси стал серебряным призёром Кубка России и был включён в символическую пятёрку «Финала четырёх» турнира.
В июле 2024 года Шеперд подписал новый контракт с «Нижним Новгородом».

## Достижения
- Серебряный призёр чемпионата Украины: 2019/2020
- Серебряный призёр Кубка России: 2023/2024